# Vicarious Visions
Vicarious Visions è una software house statunitense fondata dai fratelli Karthik e Guha Bala nel 1994, che ha sviluppato alcuni videogiochi per PC e Game Boy Color a partire dalla fine degli anni novanta.
I primi titoli ad essere pubblicati dalla Vicarious Visions sono stati Synnergist nel 1996 e Dark Angæl nel 1997. L'azienda ha anche sviluppato il videogioco Terminus, vincitore di due premi in occasione dell'Independent Games Festival nel 1999.
L'azienda è anche nota per aver effettuato la conversione della serie Tony Hawk's Skateboarding per Game Boy Advance nel 2001, di vari videogiochi di Spider-Man per Nintendo DS e di Jedi Knight II, Jedi Academy e Doom 3 per Xbox.
Nel gennaio 2005, l'azienda è stata assorbita dalla Activision.
Nel gennaio 2021, l'azienda è assorbita dalla Blizzard Entertainment.
Il 18 Gennaio 2022 in caso di riuscita dell'acquisizione di Microsoft su Activision Blizzard per la cifra di 68.7 miliardi di dollari, Vicarius Visions entrerebbe a far parte degli Xbox Game Studios.

## Videogiochi sviluppati
| Anno di uscita | Titolo                                                                          | Piattaforma/e                                                              |
| -------------- | ------------------------------------------------------------------------------- | -------------------------------------------------------------------------- |
| 1996           | Synnergist                                                                      | Microsoft DOS (PC CD-ROM)                                                  |
| 1997           | Dark Angael                                                                     | Microsoft Windows                                                          |
| 1999           | Zebco Fishing!                                                                  | Game Boy Color                                                             |
| 1999           | Vigilante 8                                                                     | Game Boy Color                                                             |
| 2000           | Polaris SnoCross                                                                | Game Boy Color, Nintendo 64, PlayStation                                   |
| 2000           | Terminus                                                                        | Microsoft Windows, MacOS, Linux                                            |
| 2000           | Spider-Man                                                                      | Game Boy Color                                                             |
| 2000           | The Wild Thornberrys: Rambler                                                   | Game Boy Color                                                             |
| 2000           | Pro Darts                                                                       | Game Boy Color                                                             |
| 2000           | Barbie: Magic Genie Adventure                                                   | Game Boy Color                                                             |
| 2000           | Jimmy White's Cue Ball                                                          | Game Boy Color                                                             |
| 2001           | Wanadoo SnowCross                                                               | Game Boy Color, Microsoft Windows                                          |
| 2001           | Rescue Heroes: Fire Frenzy                                                      | Game Boy Color                                                             |
| 2001           | Blue's Clues: Blue's Alphabet Book                                              | Game Boy Color                                                             |
| 2001           | SpongeBob SquarePants: Legend of the Lost Spatula                               | Game Boy Color                                                             |
| 2001           | Zoboomafoo: Playtime in Zobooland                                               | Game Boy Color                                                             |
| 2001           | Monsters, Inc.                                                                  | Game Boy Color                                                             |
| 2001           | Kelly Club: Clubhouse Fun                                                       | Game Boy Color                                                             |
| 2001           | Sea-Doo Hydrocross                                                              | PlayStation                                                                |
| 2001           | Spider-Man 2: Enter Electro                                                     | PlayStation                                                                |
| 2001           | Tony Hawk's Pro Skater 2                                                        | Game Boy Advance                                                           |
| 2001           | Power Rangers: Time Force                                                       | Game Boy Advance                                                           |
| 2001           | Spider-Man: Mysterio's Menace                                                   | Game Boy Advance                                                           |
| 2002           | Crash Bandicoot: The Huge Adventure                                             | Game Boy Advance                                                           |
| 2002           | Tony Hawk's Pro Skater 3                                                        | Game Boy Advance                                                           |
| 2002           | Frogger Advance: The Great Quest                                                | Game Boy Advance                                                           |
| 2002           | SpongeBob SquarePants: Revenge of the Flying Dutchman                           | Game Boy Advance                                                           |
| 2002           | The Powerpuff Girls: Him and Seek                                               | Game Boy Advance                                                           |
| 2002           | Tony Hawk's Pro Skater 4                                                        | Game Boy Advance, PlayStation                                              |
| 2002           | Star Wars Jedi Knight II: Jedi Outcast                                          | GameCube, Xbox                                                             |
| 2002           | Whiteout                                                                        | Microsoft Windows, PlayStation 2, Xbox                                     |
| 2003           | The Muppets: On With The Show!                                                  | Game Boy Advance, Microsoft Windows                                        |
| 2003           | Crash Bandicoot 2: N-Tranced                                                    | Game Boy Advance                                                           |
| 2003           | Bruce Lee: Return of the Legend                                                 | Game Boy Advance                                                           |
| 2003           | X2: Wolverine's Revenge                                                         | Game Boy Advance                                                           |
| 2003           | Finding Nemo                                                                    | Game Boy Advance                                                           |
| 2003           | Jet Set Radio                                                                   | Game Boy Advance                                                           |
| 2003           | Disney's Extreme Skate Adventure                                                | Game Boy Advance                                                           |
| 2003           | Disney's The Lion King 1½                                                       | Game Boy Advance                                                           |
| 2003           | Tony Hawk's Underground                                                         | Game Boy Advance                                                           |
| 2003           | SpongeBob SquarePants: Battle for Bikini Bottom                                 | Game Boy Advance                                                           |
| 2003           | Disney's Brother Bear                                                           | Game Boy Advance                                                           |
| 2003           | Crash Nitro Kart                                                                | Game Boy Advance, GameCube, PlayStation 2, Xbox, N-Gage                    |
| 2003           | Spy Muppets: License to Croak                                                   | Game Boy Advance, Microsoft Windows                                        |
| 2003           | Star Wars Jedi Knight: Jedi Academy                                             | Xbox                                                                       |
| 2004           | Rivet                                                                           | Mobile phone                                                               |
| 2004           | Spider-Man vs. Doc Ock                                                          | Mobile phone                                                               |
| 2004           | Shrek 2                                                                         | Game Boy Advance                                                           |
| 2004           | Crash Bandicoot Purple: Ripto's Rampage and Spyro Orange: The Cortex Conspiracy | Game Boy Advance                                                           |
| 2004           | Shark Tale                                                                      | Game Boy Advance                                                           |
| 2004           | Tony Hawk's Underground 2                                                       | Game Boy Advance                                                           |
| 2004           | That's So Raven                                                                 | Game Boy Advance                                                           |
| 2004           | Shrek 2 (videogioco)                                                            | Game Boy Advance                                                           |
| 2004           | Kids Next Door: Operation S.O.D.A.                                              | Game Boy Advance                                                           |
| 2004           | Spider-Man 2                                                                    | Nintendo DS, PlayStation Portable                                          |
| 2005           | Doom 3                                                                          | Xbox                                                                       |
| 2005           | Madagascar: Operazione pinguino                                                 | Game Boy Advance                                                           |
| 2005           | Batman Begins                                                                   | Game Boy Advance                                                           |
| 2005           | X-Men Legends II: Rise of Apocalypse                                            | PlayStation Portable                                                       |
| 2005           | Madagascar                                                                      | Game Boy Advance, Nintendo DS                                              |
| 2005           | Ultimate Spider-Man                                                             | Game Boy Advance, Nintendo DS                                              |
| 2005           | Tony Hawk's American Sk8land                                                    | Game Boy Advance, Nintendo DS                                              |
| 2006           | Over the Hedge                                                                  | Game Boy Advance, Nintendo DS                                              |
| 2006           | Over the Hedge: Hammy Goes Nuts                                                 | Game Boy Advance                                                           |
| 2006           | Tony Hawk's Downhill Jam                                                        | Nintendo DS                                                                |
| 2006           | Marvel: La Grande Alleanza                                                      | PlayStation Portable, Wii                                                  |
| 2007           | Spider-Man 3                                                                    | Game Boy Advance, Nintendo DS, PlayStation 2, PlayStation Portable, Wii    |
| 2007           | Shrek terzo                                                                     | Game Boy Advance, Nintendo DS                                              |
| 2007           | Guitar Hero III: Legends of Rock                                                | Wii                                                                        |
| 2007           | Transformers: Decepticons                                                       | Nintendo DS                                                                |
| 2007           | Transformers: Autobots                                                          | Nintendo DS                                                                |
| 2007           | Tony Hawk's Proving Ground                                                      | Nintendo DS                                                                |
| 2007           | Bee Movie Game                                                                  | Nintendo DS                                                                |
| 2008           | Kung Fu Panda                                                                   | Nintendo DS                                                                |
| 2008           | Guitar Hero: On Tour                                                            | Nintendo DS                                                                |
| 2008           | Quantum of Solace                                                               | Nintendo DS                                                                |
| 2008           | Guitar Hero On Tour: Decades                                                    | Nintendo DS                                                                |
| 2008           | Guitar Hero: Aerosmith                                                          | Wii                                                                        |
| 2008           | Guitar Hero World Tour                                                          | Wii                                                                        |
| 2009           | Guitar Hero 5                                                                   | Wii                                                                        |
| 2009           | Marvel: La Grande Alleanza 2                                                    | PlayStation 3, Xbox 360                                                    |
| 2009           | Band Hero                                                                       | Nintendo DS, Wii                                                           |
| 2009           | Mixed Messages                                                                  | DSiWare                                                                    |
| 2009           | Transformers: Revenge of the Fallen - Decepticons                               | Nintendo DS                                                                |
| 2009           | Transformers: Revenge of the Fallen - Autobots                                  | Nintendo DS                                                                |
| 2009           | Guitar Hero: On Tour Modern Hits                                                | Nintendo DS                                                                |
| 2010           | Transformers War for Cybertron: Decepticons                                     | Nintendo DS                                                                |
| 2010           | Transformers War for Cybertron: Autobots                                        | Nintendo DS                                                                |
| 2010           | Guitar Hero                                                                     | iOS                                                                        |
| 2010           | Guitar Hero: Warriors of Rock                                                   | Wii                                                                        |
| 2011           | Skylanders: Spyro's Adventure                                                   | Nintendo 3DS                                                               |
| 2012           | Skylanders: Cloud Patrol                                                        | iOS, Android, Kindle Fire                                                  |
| 2012           | Skylanders: Lost Islands                                                        | iOS, Android                                                               |
| 2012           | Skylanders: Battlegrounds                                                       | iOS, Android                                                               |
| 2012           | Skylanders: Giants                                                              | Wii U                                                                      |
| 2013           | Skylanders: Swap Force                                                          | PlayStation 3, PlayStation 4, Wii U, Xbox 360, Xbox One                    |
| 2014           | Skylanders: Trap Team                                                           | iOS, Android, Kindle Fire                                                  |
| 2015           | Skylanders: SuperChargers                                                       | PlayStation 3, PlayStation 4, Xbox 360, Xbox One, Wii U, iOS               |
| 2016           | Skylanders: Imaginators                                                         | Nintendo Switch, PlayStation 3, PlayStation 4, Wii U, Xbox 360, Xbox One   |
| 2017           | Destiny 2                                                                       | Microsoft Windows                                                          |
| 2017           | Crash Bandicoot N. Sane Trilogy                                                 | PlayStation 4, Xbox One, Nintendo Switch, PC                               |
| 2020           | Tony Hawk's Pro Skater 1 + 2                                                    | PlayStation 4, Xbox One, PC, PlayStation 5, Xbox Series X, Nintendo Switch |
| 2021           | Diablo II: Resurrected                                                          | PC, PlayStation 4, PlayStation 5, Xbox One, Xbox Series X, Nintendo Switch |